# Joep Munsters
Joep Munsters (Erp, 29 maart 2002) is een Nederlandse voetballer die doorgaans speelt als verdedigende middenvelder, maar ook inzetbaar is als centrale verdediger.

## Clubcarrière
Joep Munsters speelde samen met zijn tweelingbroer Niek bij de plaatselijke amateurclub RKVV Erp, waar ze op 9-jarige leeftijd werden weggeplukt door PSV. Op De Herdgang speelden zij vijf jaar in de hoogste jeugdteams. In 2016 keerden ze terug naar de amateurs van VV Gemert waar de gebroeders Munsters twee jaar later werden gescout door VVV-Venlo en dusdoende samen weer in het betaald voetbal terugkeerden. Bij aanvang van de voorbereiding op het seizoen 2019/20 sloot Joep Munsters aan bij de selectie van het eerste elftal. De talentvolle aanvoerder van het Venlose beloftenteam kwam begin 2021 in de belangstelling van FC Schalke 04 waar hij werd uitgenodigd voor een trainingsstage.
Op 21 augustus 2021 maakte Joep Munsters onder trainer Jos Luhukay zijn competitiedebuut namens VVV in een thuiswedstrijd tegen Almere City. Na een half uur bracht trainer Jos Luhukay hem als vervanger voor de geblesseerd geraakte Kees de Boer in het veld en droeg hij met een assist op Erik Sorga vervolgens bij aan de 2-1-overwinning. Na afloop van het seizoen tekende Munsters een contract voor een seizoen bij SV Straelen. Na de degradatie uit de Regionalliga West verruilde Munsters samen met zijn broer SV Straelen voor SV Lippstadt 08, waardoor zij in het seizoen 2023/24 in de Regionalliga West actief zouden blijven. Nadat ook Lippstadt degradeerde, stapte de tweeling een jaar later over naar Wuppertaler SV, waardoor zij ook in het seizoen 2024/25 in de Regionalliga West actief zouden blijven.

## Clubstatistieken
| 2019/20                                | VVV-Venlo       | Eredivisie        | 0  | 0 | 0 | 0 | — | — | 0  | 0 |
| 2020/21                                | VVV-Venlo       | Eredivisie        | 0  | 0 | 0 | 0 | — | — | 0  | 0 |
| 2021/22                                | VVV-Venlo       | Eerste divisie    | 14 | 0 | 1 | 0 | — | — | 15 | 0 |
| 2022/23                                | SV Straelen     | Regionalliga West | 30 | 0 | 1 | 0 | 1 | 0 | 32 | 0 |
| 2023/24                                | SV Lippstadt 08 | Regionalliga West | 29 | 1 | — | — | 5 | 0 | 34 | 1 |
| 2024/25                                | Wuppertaler SV  | Regionalliga West | 4  | 0 | — | — | 2 | 0 | 7  | 0 |
| Totaal                                 | Totaal          | Totaal            | 77 | 1 | 2 | 0 | 8 | 0 | 87 | 1 |
| Bijgewerkt tot en met 25 december 2024 |                 |                   |    |   |   |   |   |   |    |   |

1Overige officiële wedstrijden, te weten play-off, Niederrheinpokal en Westfalenpokal.